# Instituto Nacional de Ciencias Aplicadas de Toulouse
El Instituto Nacional de Ciencias Aplicadas de Toulouse (en francés: Institut National des Sciences Appliquées de Toulouse, o INSA de Toulouse) es una escuela de ingenieros francesa, situada en el campús de Rangueil, en la ciudad de Toulouse.  Fue creada en 1963, y forma parte de una red nacional de 5 INSA situados en Lyon, Toulouse, Rennes, Rouen, Estrasburgo.
La red de las escuelas INSA representa el mayor conjunto de formación de ingenieros de Francia: El 12% de los ingenieros diplomados sale cada año del INSA. Actualmente más de 42 000 ingenieros del INSA irrigan el tejido socioprofesional en el mundo. 
La oferta docente de la Escuela se imparte en 8 departamentos y 2 centros, y abarca 10 especialidades. El INSA participa en 8 laboratorios de investigación y colabora, por ejemplo, con el CEMES. Se apoya en las oficinas, y las direcciones de estudios, de investigación y de relaciones internacionales.

## Programas ECTS
La carrera en el "INSA" de Toulouse se realiza en cinco años, está dividida en créditos ECTS. Este sistema de transferencia de créditos es un sistema de atribución y de transferencia de asignaturas que permite una homologación europea y más legibilidad en los programas de enseñanza.
El segundo ciclo tiene una duración de tres años; los estudiantes tienen que elegir una de las 10 especialidades existentes:
- Física Aplicada
- Control Automático y electrónica
- Ingeniería Bioquímica
- Ingeniería Civil
- Ingeniería en Sistemas
- Ingeniería en Modelado Matemático
- Ingeniería Mecánica
- Ingeniería de Procesos
- Redes y Telecomunicaciones
- Informática

## Una escuela internacional
La apertura internacional es una dimensión muy importante en la formación impartida en el INSA. El proyecto pedagógico no concierne sólo a la excelencia científica y técnica sino también a la apertura internacional ya que es preciso que el ingeniero, actor importante en nuestra sociedad, haya descubierto, desde adentro, diferentes tipos de organización y sistemas de valores.
- 12 semanas en el extranjero (en un país diferente del país de origen) son obligatorias para los estudiantes durante el cursus de ingeniería.
- La recepción de estudiantes extranjeros en el marco de programas de intercambio : Erasmus y convenios bilaterales.
- La enseñanza de idiomas : el inglés es una prioridad. Todos los alumnos de tercer año tienen que someterse a un test de nivel internacional : el TOEIC (nivel 750). Un segundo idioma extranjero (Español o Alemán) es obligatorio en primer y segundo años. Se proponen también clases de libre elección de español, Alemán, Italiano y Japonés.
- La existencia de programas específicos : Asinsa, Norginsa, Mexfitec, Brafitec y Máster para Bachelors entre otros.[4]

Por otra parte, el Instituto participa en una acción internacional de ingeniería pedagógica : la asistencia a la creación de la Escuela de Ingenieros de Marrakech.
Para mejorar sus relaciones internacionales el INSA desarrolla una política de redes con los otros INSA (INSA-Internacional) y una política local de la Université de Toulouse y nacional al participar en los grupos de trabajo orientados RI en la Conferencia de las Grandes Escuelas (CGE) y en las actividades CampusFrance, en particular el programa n+i (véase programa Master for Bachelors).

## Algunas Cifras
- Estudiantes : 2500 entre los cuales 2150 son alumnos ingenieros.
- Más de 500 graduaciones cada año.
- 480 estudiantes extranjeros.
- Personal docente y de investigación: 220 permanentes.
- Personal de Administración y Servicios: 230.
- 10 especialidades.
- 9 laboratorios.
- Área del campus : 22 ha